# Estación de Pré Saint-Gervais

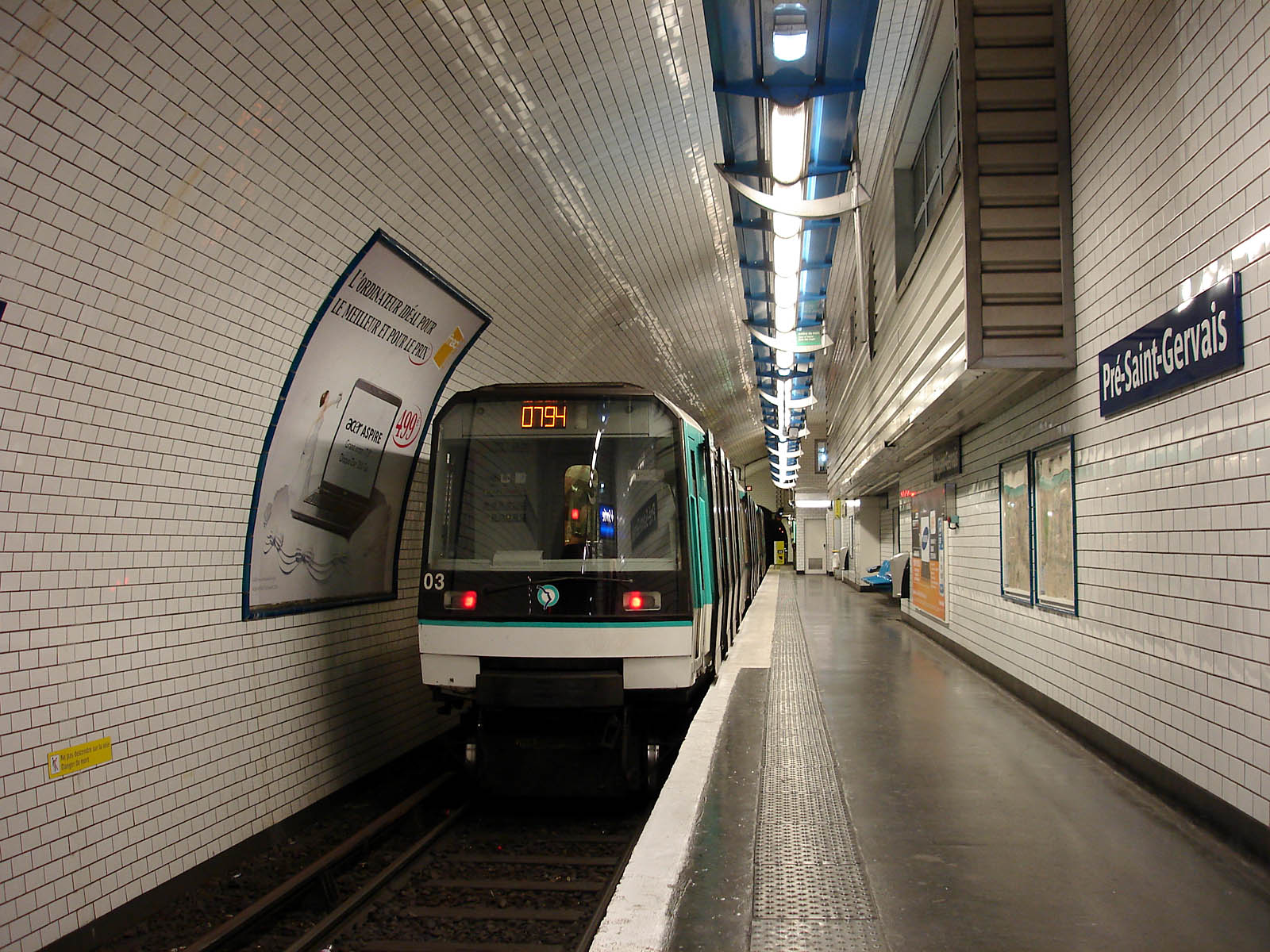
Tren de la Serie MF88 en el Andén de la Estación

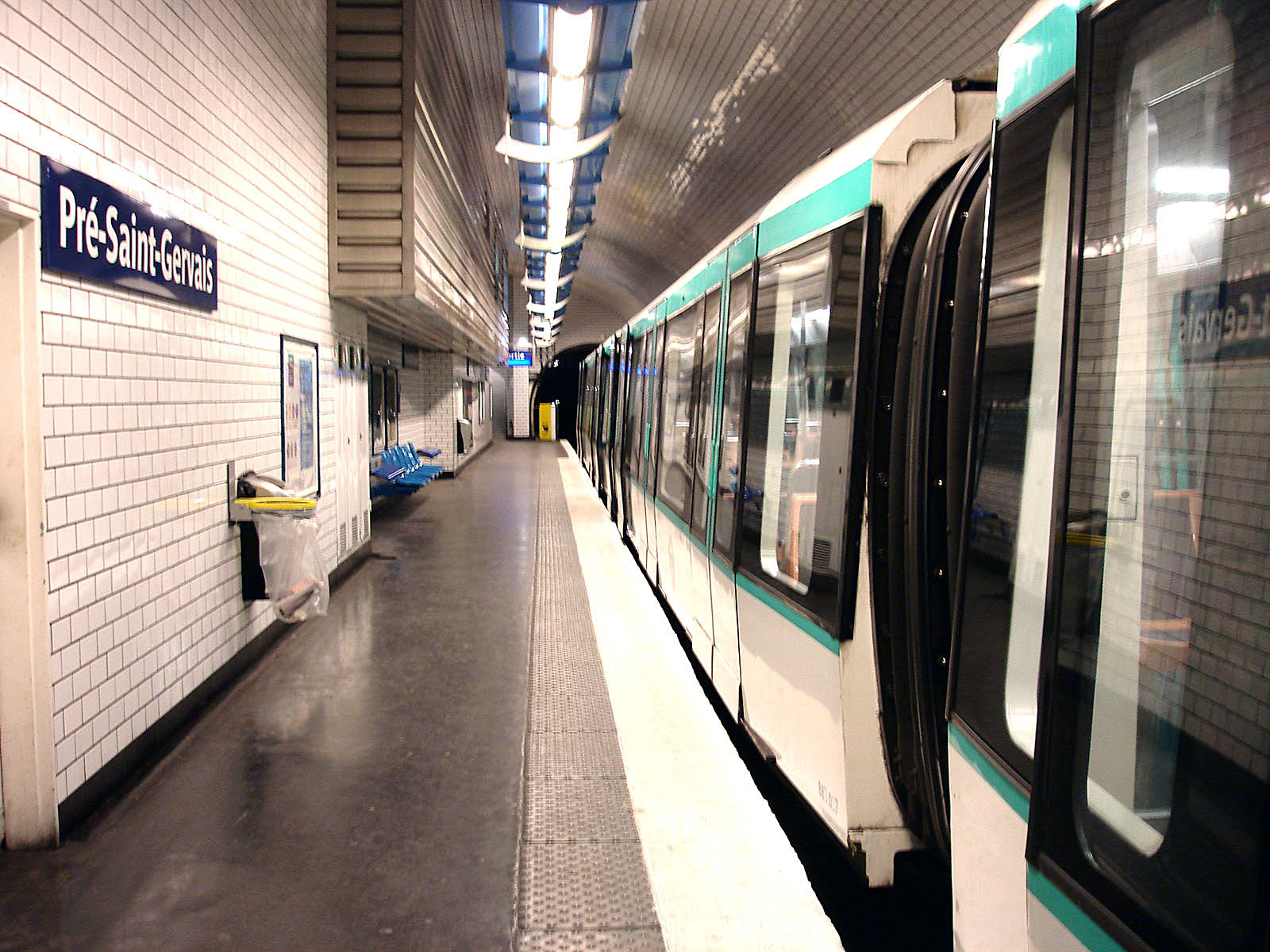
Tren Serie MF88 Estacionado en el Andén de la Estación

Pré Saint-Gervais es una estación de la línea 7 bis del metro de París situada en el 19º distrito de París. Su nombre hace referencia a una antigua aldea que surgió en torno a una capilla dedicada a San Gervasio Mártir.

## Historia
Inaugurada el 18 de enero de 1911, formaba parte de un ramal de la línea 7. El 3 de diciembre de 1967, ese tramo fue separado de la línea 7 para formar de la línea 7 bis. Por otra parte, entre 1921 y 1939 esta estación estuvo unida a Porte des Lilas por una línea lanzadera (línea N) que fue brevemente reabierta para pruebas del prototipo de trenes sobre neumáticos (MP59).

## Descripción
Se compone de un andén central y de dos vías. Una pared separa en dos partes el andén.  Una sirve para dirigirse a Louis Blanc el otro terminal de la línea mientras que la otra línea sirve de garaje o de taller de mantenimiento. Cuando existía la línea N, era por aquí que llegaban los trenes desde Porte des Lilas.
La estrecha estación está totalmente revestida de azulejos blancos planos. 
La iluminación es de estilo Ouï-dire realizándose a través de estructuras que recorren los andenes sujetados por elementos curvados que proyectan una luz difusa en varias direcciones. Inicialmente esta iluminación coloreaba las bóvedas pero esta característica se ha perdido. La señalización por su parte usa la moderna tipografía Parisine donde el nombre de la estación aparece en letras blancas sobre un panel metálico de color azul. 
Por último, los asientos también siguen el estilo Ouï-dire combinando asientos convencionales con bancos que situados a mayor altura permiten tanto apoyarse como sentarse.